# دوروثي بويل، كونتيسة بورلينغتون
دوروثي بويل، كونتيسة بورلينغتون وكونتيسة كورك (لقبها قبل الزواج سافيل، 13 سبتمبر 1699 - 21 سبتمبر 1758)  كانت نبيلة بريطانية ومسؤولة في البلاط، بالإضافة إلى كونها رسامة كاريكاتير ورسامة بورتريه. والعديد من لوحاتها كانت لبناتها. وتزوجت ابنتها شارلوت دوق ديفونشاير الرابع. ووصلت مجموعة مكونة من 24 من أعمالها الفنية إلى دوق ديفونشاير وجرى الاحتفاظ بها في منزل تشاتسورث.
كان لدى بويل اهتمام كبير بالفنون وكانت راعية لدايفيد جاريك وجورج فريدريك هاندل. وكانت واحدة من سيدات حجرة الملكة كارولين. وشارع سافيل رو الذي تأسس على مقربة من منزل بورلينغتون هاوس سُمي تيمنًا بها (استنادًا إلى لقبها الأساسي سافيل).

## حياتها المبكرة

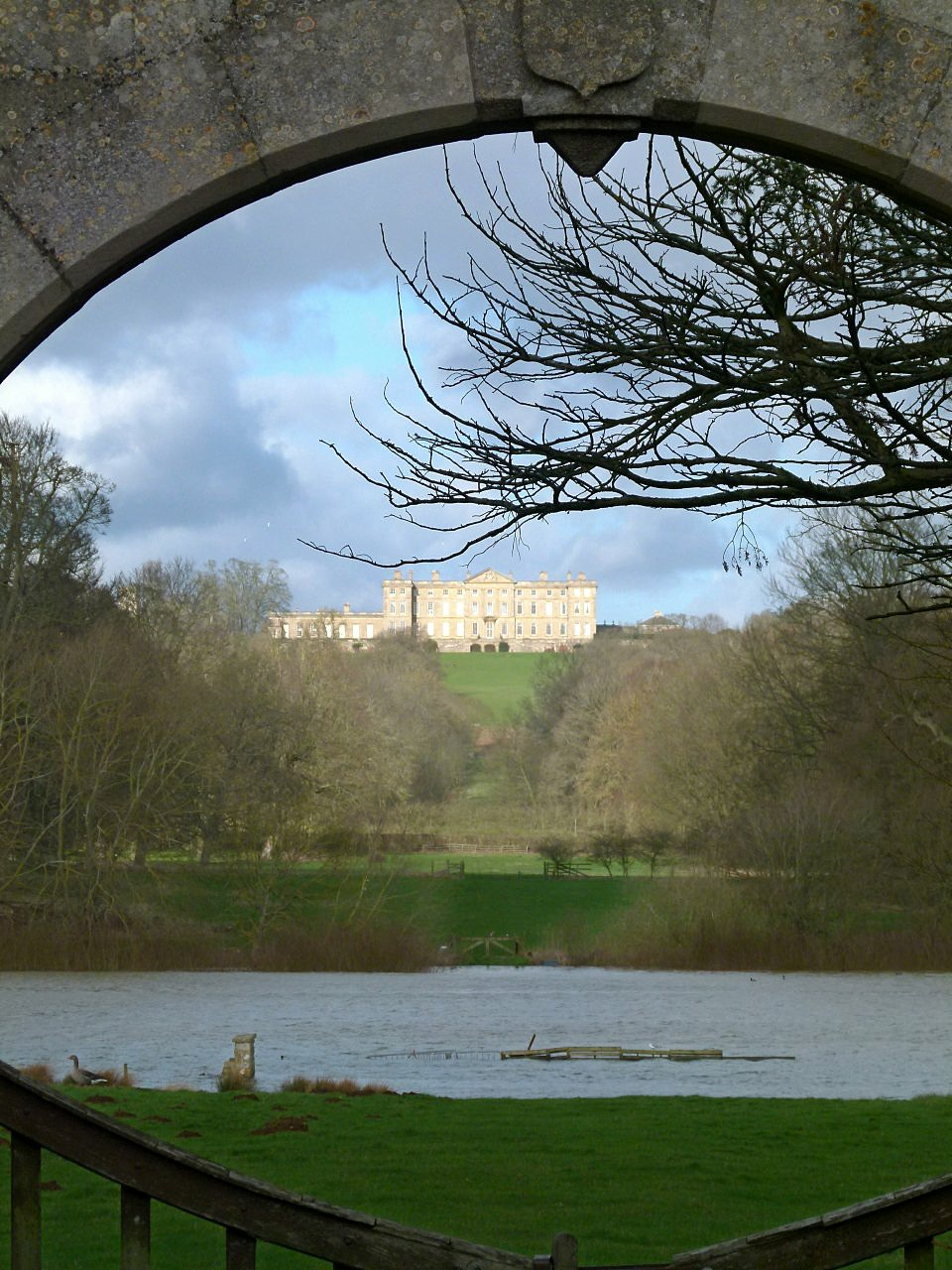
بيرلي أون ذا هيل هاوس من طريق ستامفورد

دوروثي بويل (لقبها قبل الزواج سافيل) كانت الابنة الثالثة الباقية على قيد الحياة لوليام سافيل، مركيز هاليفاكس الثاني من زوجته الثانية الليدي ماري فينش ابنة دانيال فينش إيرل نوتنغهام الثاني وإيرل وينشيلسي السابع. وكانت بويل وريثة مشاركة لتركة والدها.
مات شقيقا بويل عندما كانا صغيرين. وكان لديها أخت الليدي ماري التي تزوجت بساكفيل إيرل ثانيت السابع. وكان لدى بويل أيضًا أخت غير شقيقة وابنة عم ثانية هي الليدي آن (التي تزوجت إيرل أيلزبري الثالث)، وكانتا من زواج والدها الأول بإليزابيث غريمستون ابنة السير صموئيل غريمستون والسيدة إليزابيث فينش أخت إيرل نوتنغهام الثاني.
أصبحت دوروثي يتيمة عندما توفيت والدتها عام 1718. وبعد ذلك ذهبت لتعيش مع جدها دانيال فينش إيرل نوتنغهام الثاني في منزله في بيرلي على التل.
كان لديها ميراث قدره 30 ألف جنيه إسترليني ودخل سنوي قدره 1600 جنيه إسترليني. وقالت دوقة مارلبورو إن بويل «كانت مرغوبة جدًا لدرجة أن الجميع يتنافسون من أجل الجائزة». وكان أحد خاطبيها هو صهر الدوقة، الثري سكروب إيغيرتون إيرل بريدجووتر الرابع (لاحقًا دوق بريدجووتر الأول). وقد طارد دوروثي لأكثر من عام.
حتى أن بريدجووتر ذهب إلى جدها اللورد نوتنغهام لإقناع دوروثي. وانزعج بريدجووتر عندما اكتشف أن بويل منعت جدها على ما يبدو من ذكره. وكانت ابنة عم دوروثي دوقة بولتون في حيرة من رفضها وحاولت إقناعها، وقالت إن كانت دوروثي تحتاج إلى لقب أعلى، فسيصبح بريدجووتر دوقًا قريبًا ويحصل على 10000 جنيه إسترليني سنويًا. ولكن من الواضح أن الثروات والدوقية لم تكن كافية لإقناع دوروثي.
بعد ذلك بعامين تزوجت اللورد بورلينغتون عام 1721. وكانت ثروته أقل منها ولقبه أدنى، لكنهما تشاركا حب الفنون، وكان يطلق عليه «الإيرل المهندس المعماري».

## كفنانة
درست بويل كيفية رسم وتلوين الصور الشخصية بالباستيل مع وليام كينت وعملت نسخًا من الصور الجيدة لتطوير موهبتها. وكينت الذي عاش مع سافيل وبويل لمدة 30 عامًا درس الرسم في روما، وبالإضافة إلى كونه فنانًا كان مصممًا وبستانيًا للمناظر الطبيعية.
رسم كينت وبويل بعضهما، وعلق جورج فيرتو بأن لوحة بويل لكينت كانت «أشبه بكثير بتلك التي رسمها أيكمان». وبحلول منتصف عشرينيات القرن الثامن عشر، كانت قد درست أيضًا مع جوزيف غوبي. وخلال تلك الفترة تقدمت من الباستيل إلى الرسم الزيتي. ووفقًا لنيل جيفاريس والمتحف البريطاني ربما تلقت دروسًا من تشارلز جيرفاس رسام الملك.
كانت الليدي بويل رسامة كاريكاتير موهوبة ورسمت صورًا جيدة، وإن كانت سريعة. وقال هوراس والبول عن بويل: «لقد رسمت بأقلام التلوين، ونجحت بشكل مثير للإعجاب في رسم الأشكال؛ لكن العمل بسرعة كبيرة جدًا لم ينصف عبقريتها. كانت لديها موهبة غير عادية أيضًا في رسم الكاريكاتير».
رسمت بويل صورة لابنتها دوروثي من الذاكرة بعد سبعة أسابيع من وفاة ابنتها. ومن بين اللوحات الموجودة في تشاتسورث، «المنزل الجديد» في تشيسوك، كان هناك 24 عملًا لبويل. وكانت السيدة سيلوين والليدي إيزابيلا فينش والليدي فيتزوالتر من بين الأصدقاء الذين حصلوا على ثمانية من لوحات بويل بالباستيل التي أصبحت الآن ضمن مجموعة تشاتسورث. وتشمل الأعمال الموجودة في المجموعة ثلاث لوحات زيتية ورسومات باستيل لبناتها ولوحة زيتية للأميرة إميليا. ويكشف رسمها، امرأة تعزف الهاربسكورد مع كلب وقطة، عن مشهد حميم حيث تعزف المرأة لحنًا من أجل متعتها الخاصة.
كما رسمت صديقها ألكسندر بوب في مغارته واستمتعت برسم الرسوم الكاريكاتورية. وقد كتب عنها خمس رباعيات بعنوان حول الكونتيسة ب-- قطع الورق.

## الملكة كارولين
كانت بويل واحدة من سيدات حجرة الملكة كارولين. وجرى تعيينها في هذا المنصب عام 1727 في نفس الوقت الذي عُينت فيه ماري، كونتيسة بيمبروك. وعند تعيينها قال اللورد هيرفي إن أسلوبها كان مثل «خادمة المنزل المطيعة».

## عملها الخيّر
كانت بويل أحد الموقعين على التماس توماس كورام عام 1735 المقدم إلى الملك جورج الثاني والذي يدعو إلى تأسيس مستشفى اللقطاء. ووقعت على الالتماس في 19 مايو، في نفس اليوم الذي وقعت فيه كونتيسة كارديغان. ولم ينجح الالتماس في البداية، لكن دوروثي أثرت على زوجها ريتشارد بويل إيرل بورلينغتون الثالث الذي شارك في إنشاء مستشفى اللقيطين في عام 1739 وأصبح مديرًا للجمعية الخيرية.
كانت بويل إلى جانب زوجها ريتشارد بويل راعية للفنون، وكان لها اهتمام داعم لكل من دايفيد جاريك وجورج فريدريك هاندل. وكان جاريك وبويل يتراسلان، ولا تزال هناك رسالة موجودة في مجموعة مكتبة فولجر من جاريك إلى بويل منذ أكتوبر عام 1750. بالإضافة إلى ذلك عاشت الراقصة الشهيرة إيفا ماري فيغل (المعروفة أيضًا باسم فيوليت) مع بويل في منزلها في بورلينغتون عندما جاءت لأول مرة إلى إنجلترا عام 1746. وقد وقع جاريك في حب الراقصة الشابة وتزوجا عام 1749. وكانت بويل في البداية ضد هذا الارتباط ولكنها اقتنعت لاحقًا بدعم الزواج.

## سافيل رو
وضعت بويل خططًا لشارع جديد للمنازل المستقلة. وذكرت صحيفة ديلي بوست في 12 مارس عام 1733 أن المباني الجديدة كانت على وشك البدء في شارع سافيل في مي فير في لندن. وسمي مشروع ملكية بورلينغتون تيمنًا بلقب السيدة دوروثي بويل قبل الزواج سافيل. وجرى بناء سافيل رو بحلول عام 1735 على أرض ملك صرف تعرف باسم عشرة أفدنة مملوكة للخياط التاجر وليام مادوكس، وبحلول أواخر القرن الثامن عشر كانت مركزًا لمحلات الخياطة عالية الجودة.

## زواجها وحياتها اللاحقة
تزوجت دوروثي سافيل بريتشارد بويل إيرل بورلينغتون الثالث في 21 مارس عام 1721 وكان المهر كبيرًا وتشاركا اهتمامًا بالمسرح والموسيقى في الزواج. استمتعت بويل بالأوبرا والموسيقى والمسرح وكانت راعية للفنون، ورعت دايفيد جاريك وجورج فريدريك هاندل، وكاتبها المفضل جون جاي.
بعد فترة وجيزة من زواجهما، بدأت بويل تحديث منزل تشيسوك وأراضيه. وعاش الزوجان أيضًا في لوندسبورو في إيست رايدينج أوف يوركشير، وفي لندن في منزل بورلينغتون.
أنجبت بويل ثلاث بنات:
1. دوروثي (1724–1742)
2. جوليانا (1727–1730)
3. شارلوت (1731–1754).

رسم جان بابتيست فان لو صورة عائلية لدوروثي بويل وزوجها وبناتهما الثلاث في عام 1739. واللوحة موجودة حاليًا في مجموعة ديفونشاير بقلعة ليسمور.
في عام 1741 تزوجت دوروثي الابنة الكبرى لبويل بإيرل يوستون الابن الأكبر لتشارلز فيتزروي، دوق غرافتون الثاني، وتوفيت بسبب مرض الجدري قبل عيد ميلادها الثامن عشر مباشرة في عام 1742. وتعامل زوجها معها «بمنتهى الوحشية حتى وفاتها». وقد تبرأ منه والده فيما بعد.
تزوجت ابنتها الصغرى شارلوت بوليام كافنديش مركيز هارتينغتون (دوق ديفونشاير الرابع فيما بعد) في 28 مارس عام 1748.  وتوفيت شارلوت أيضًا بمرض الجدري في عام 1754. وأصبحت وريثة لثروة بورلينغتون بأكملها، وقد نقلت أعمال والدتها الفنية ومراسلاتها إلى أحفادها.
توفيت كونتيسة بورلينغتون في 21 سبتمبر عام 1758 عن عمر يناهز 59 عامًا. وذهبت ملكية بورلينغتون المتبقية إلى حفيدها وليام كافنديش دوق ديفونشاير الخامس.